# Договір Вайтангі
До́говір Вайта́нгі (англ. Treaty of Waitangi, маор. Te Tiriti o Waitangi) — угода, підписана представниками Великої Британії та вождями деяких племен маорі 6 лютого 1840 року. Договір був підписаний у населеному пункті Вайтангі, що дав договору своє ім'я. Відповідно до угоди, Нова Зеландія переходила в управління Великій Британії, в обмін на це маорі зберігали свої майнові й немайнові права, отримували заступництво Великої Британії та передавали Великій Британії виняткові права на купівлю у них земель. Вважається, що договір поклав основу державотворення в Новій Зеландії і є одним з основних конституційних документів країни.

## Історія
Інтенсивна колонізація Нової Зеландії почалась у першій чверті XIX століття з прибуттям місіонерів, шукачів пригод та торгівців, і в 1832 році для встановлення контактів із племенами аборигенів Велика Британія призначила свого постійного представника, яким став підприємець Джеймс Басбі. Побоюючись свавілля білих колоністів, 34 спадкові вожді та старійшини північних племен маорі уклали між собою угоду у вигляді конфедерації Об'єднані Племена Нової Зеландії, яка 28 жовтня 1835 року проголосила незалежність Нової Зеландії. Копія їхнього договору, перекладена англійською і засвідчена двома місіонерами й двома білими поселенцями, була надіслана британському королю Вільгельму IV з проханням бути гарантом незалежності нової держави.
Коли у 1837 році мореплавець і шукач пригод Шарль де Тьєррі заснував у Новій Зеландії перше французьке поселення і, прагнучи створити свою власну суверенну державу, розпочав переговори із вождями місцевих племен, вони звернулись до Великої Британії й міністерство у справах колоній вислало корабель на чолі із Вільямом Гобсоном, призначеним лейтенантом-губернатором Нової Зеландії. 6 лютого 1840 року він уклав із маорі т. зв. Договір Вайтангі, за яким Нова Зеландія переходила в управління Великій Британії, котра отримувала виключні права на придбання нових земель в обмін на гарантію збереження майнових і немайнових прав місцевих племен.
Не маючи ніяких практичних знань в юриспруденції, у веденні колоніального управління або в адмініструванні, Гобсон самостійно і лише за допомогою двох своїх секретарів, які також не мали досвіду подібної роботи, протягом чотирьох днів підготував проєкт договору. Проєкт був підготовлений англійською мовою і потім був перекладений на мову маорі місцевим місіонером Генрі Вільямсом (Henry Williams).
5 лютого обидва тексти були представлені присутнім у Вайтангі вождям кількох північних племен. Гобсон зачитав текст англійською мовою, а Вілльямс — мовою маорі. Вожді обговорювали умови договору протягом п'яти годин і, за результатами обговорення, погодилися з його умовами.
На наступний день, 6 лютого, вожді погодилися підписати договір. Від імені Великої Британії договір підписав Вільям Гобсон. Вождь племені, Нгапухі Хоне Гекко (маорі Hone Heke), підписав договір від імені 40 вождів інших племен.
Договір Вайтангі, складений двома мовами, підписали 40 вождів племен, і було зроблено ще близько півтисячі його копій для підписання іншими вождями та старійшинами. Коли 21 травня 1840 року британська торгово-колонізаційна компанія «Нова Зеландія» проголосила республіку зі столицею у заснованому нею місті Веллінгтон, Гобсон, не чекаючи остаточного підписання договору, проголосив суверенітет Великої Британії над Північним островом Нової Зеландії на підставі договору з маорі й над островами Південним і Стюарта на підставі їх відкриття Джеймсом Куком. 1 вересня він заснував місто Окленд, яке й стало адміністративним центром нового протекторату.

Preamble:
HER MAJESTY VICTORIA Queen of the United Kingdom of Great Britain and Ireland regarding with Her Royal Favor the Native Chiefs and Tribes of New Zealand and anxious to protect their just Rights and Property and to secure to them the enjoyment of Peace and Good Order has deemed it necessary in consequence of the great number of Her Majesty's Subjects who have already settled in New Zealand and the rapid extension of Emigration both from Europe and Australia which is still in progress to constitute and appoint a functionary properly authorised to treat with the Aborigines of New Zealand for the recognition of Her Majesty's Sovereign authority over the whole or any part of those islands – Her Majesty therefore being desirous to establish a settled form of Civil Government with a view to avert the evil consequences which must result from the absence of the necessary Laws and Institutions alike to the native population and to Her subjects has been graciously pleased to empower and to authorise me William Hobson a Captain in Her Majesty's Royal Navy Consul and Lieutenant-Governor of such parts of New Zealand as may be or hereafter shall be ceded to her Majesty to invite the confederated and independent Chiefs of New Zealand to concur in the following Articles and Conditions.
Article the first:
The Chiefs of the Confederation of the United Tribes of New Zealand and the separate and independent Chiefs who have not become members of the Confederation cede to Her Majesty the Queen of England absolutely and without reservation all the rights and powers of Sovereignty which the said Confederation or Individual Chiefs respectively exercise or possess, or may be supposed to exercise or to possess over their respective Territories as the sole sovereigns thereof.
Article the second:
Her Majesty the Queen of England confirms and guarantees to the Chiefs and Tribes of New Zealand and to the respective families and individuals thereof the full exclusive and undisturbed possession of their Lands and Estates Forests Fisheries and other properties which they may collectively or individually possess so long as it is their wish and desire to retain the same in their possession; but the Chiefs of the United Tribes and the individual Chiefs yield to Her Majesty the exclusive right of Preemption over such lands as the proprietors thereof may be disposed to alienate at such prices as may be agreed upon between the respective Proprietors and persons appointed by Her Majesty to treat with them in that behalf.
Article the third:
In consideration thereof Her Majesty the Queen of England extends to the Natives of New Zealand Her royal protection and imparts to them all the Rights and Privileges of British Subjects.
(signed) William Hobson, Lieutenant-Governor.
Now therefore We the Chiefs of the Confederation of the United Tribes of New Zealand being assembled in Congress at Victoria in Waitangi and We the Separate and Independent Chiefs of New Zealand claiming authority over the Tribes and Territories which are specified after our respective names, having been made fully to understand the Provisions of the foregoing Treaty, accept and enter into the same in the full spirit and meaning thereof in witness of which we have attached our signatures or marks at the places and the dates respectively specified. Done at Waitangi this Sixth day of February in the year of Our Lord one thousand eight hundred and forty.
The Treaty itself is short, consisting of a preamble and three articles.

The English text (from which the Māori text is translated) starts with the preamble and presents Queen Victoria "being desirous to establish a settled form of Civil Government", and invites Māori chiefs to concur in the following articles. The first article of the English text grants the Queen of England "absolutely and without reservation all the rights and powers of Sovereignty" over New Zealand. The second article guarantees to the chiefs full "exclusive and undisturbed possession of their Lands and Estates Forests Fisheries and other properties". It also specifies that Māori will sell land only to the Crown (Crown pre-emption). The third article guarantees to all Māori the same rights as all other British subjects.
Її Величність, Королева Англії Вікторія, в своїй милості до вождів і народу Нової Зеландії й бажаючи зберегти їм їхню землю і підтримувати мир та порядок серед них, звеліла призначити офіцера для переговорів з ними про передачу суверенітету їхньої країни й прилеглих островів Королеві. Оскільки, безліч підданих Її Величності вже влаштувалися в країні і постійно прибувають нові, виникає необхідність їхнього захисту, так само, як і захисту місцевого населення, для чого встановлюється управління над ними.
З огляду на це, Її величність призначає мене, Вільяма Гобсона, капітана королівських військово-морських сил, губернатором тих земель Нової Зеландії, які зараз або згодом будуть передані Її Величності та пропонує вождям Конфедерації Об'єднаних Племен Нової Зеландії і решті вождів погодитися на такі умови:
По-перше, вожді Конфедерації об'єднаних племен і інші вожді, які не приєдналися до Конфедерації, передають Королеві Англії суверенітет своєї країни назавжди.
По-друге, Королева англійська підтверджує та гарантує вождям і племенам та всьому народу Нової Зеландії володіння їхніми землями, житлом та іншою власністю. Але всі вожді Конфедерації та інші вожді надають Королеві ексклюзивне право покупки таких земель, якщо їхні власники вирішать зробити продаж за такою ціною, яка буде узгоджена між ними і людьми, призначеними Королевою.
По-третє, в обмін на передачу суверенітету Королеві, народ Нової Зеландії буде перебувати під захистом Королеви Англії і йому будуть даровані права і привілеї британських підданих.
Підписано, Вільям Гобсон Консул/лейтенант-губернатор
Тепер ми, вожді конфедерації об'єднаних племен Нової Зеландії, які зібралися у Вайтангі, та ми, решта вожді Нової Зеландії, зрозуміли значення цього договору, прийняли і погоджуємось з ними.
На засвідчення цього наші імена і знаки наведені нижче.
Підписано у Вайтанзі,

## Суперечливість тексту договору
Договір є коротким текстом, що складається з усього трьох статей. У тексті цього найважливішого документа є орфографічні помилки. Переклад тексту мовою маорі відрізняється від англійського оригіналу. Саме ця обставина завжди ускладнювала надання однозначної оцінки договору і допускала подвійні тлумачення текстів європейцями й маорі. Поганий переклад дав спочатку неоднозначні значення положень управління країною, прав власності, права продажу землі й не брав до уваги відмінності сприйняття цих понять європейцями та маорі. До того ж, не маючи традицій писемної культури, вожді, присутні у Вайтанзі, хотіли б більше почути умови договору, вимовлені лейтенант-губернатором, ніж прочитати безпосередньо текст договору.
Договір Вайтангі не був ратифікований Великою Британією, хоча колоніальне управління, а пізніше і новозеландський уряд з достатньою повагою ставилися до його виконання. Проте, отримавши повний контроль і над маорі, і над європейськими переселенцями, а головне, отримавши контроль над можливістю продажу землі в країні, з часом влада країни перестала вважати документ важливим, а ряд судових рішень у другій половині XIX століття визнали, що договір не має юридичної сили.
Ставлення до договору ускладнювалось збройними повстаннями маорі, які вважали, що їхні права, отримані за договором, порушуються, а це, своєю чергою, давало підстави європейським поселенцям і британській адміністрації стверджувати, що маорі не виконують умови договору.

## Спадщина

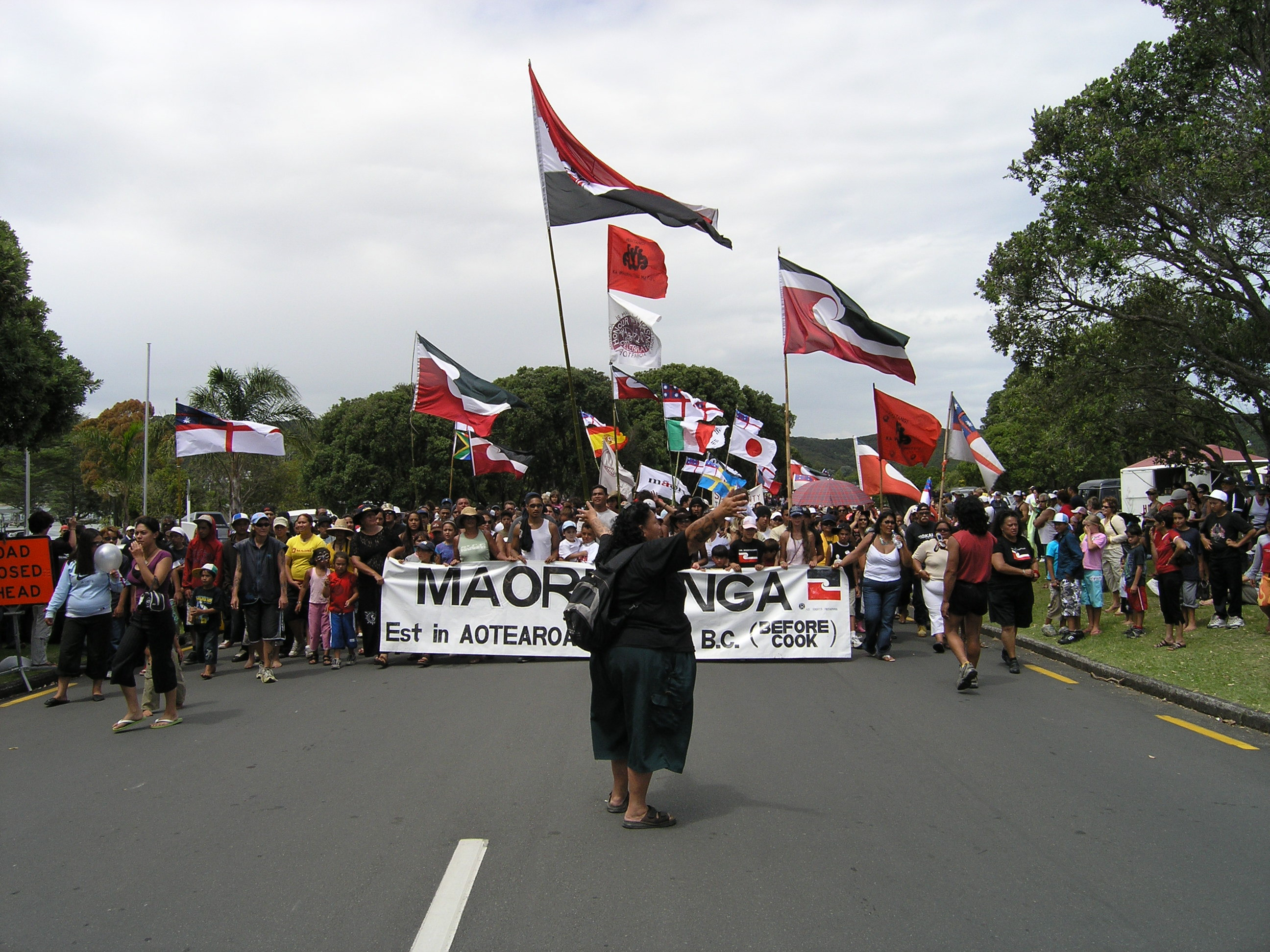
Протест маорі на День Вайтангі у 2006 році

Договір Вайтангі є одним з визначальних документів соціального устрою країни, він не вносить законодавчі вказівки, але створює принципи існування маорі і сучасної новозеландської держави. Основними з цих принципів є:
- Принцип керівництва (держава має право і обов'язок створювати закони і визначати їх виконання).
- Принцип самоврядування (маорі мають право на самоорганізацію і вільне розпорядження усіма належними їм ресурсами).
- Принцип рівноправності (всі новозеландці мають рівні права).
- Принцип розумної співпраці (всі сторони повинні керуватися доброю волею в розв'язанні спільних питань).
- Принцип відшкодування (держава повинна вживати розумних заходів і відповідно до своїх можливостей компенсувати раніше завдані збитки маорі).

Попри загальне визнання значущості цього договору, він багато в чому продовжує залишатися предметом суперечок і неоднозначних оцінок, які особливо загострилися в 60—70-х роках XX століття. У підсумку в 1975 році був прийнятий державний указ, який визначає положення договору в соціальній і законодавчій системі держави. Тоді ж був створений Суд Вайтангі (англ. Waitangi Tribunal), який розбирає суперечки і визначає компенсації за збитки, завдані народу маорі, в період, починаючи із земельних війн.
Кожного року 6 січня відзначається як національне свято Нової Зеландії. У 1997 році ЮНЕСКО включило Договір Вайтангі до реєстру «Пам'ять світу».